# Бразильская империя

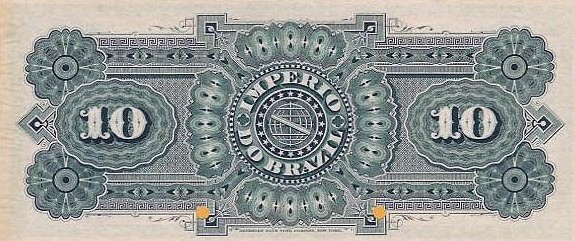
Герб Бразильской Империи на 10 мильрейсах. 1883

Бразильская империя (порт. Império Brasileiro) — государство, существовавшее на территории современной Бразилии и Уругвая в период с провозглашения независимости в 1822 году до военного переворота и провозглашения Первой республики в 1889 году.
Бразильская империя — это самая продолжительная независимая монархия Нового Света, существовавшая 67 лет.
В результате оккупации Наполеоном Бонапартом Португалии португальская королевская семья переехала в изгнание в Бразилию — важнейшую из португальских колоний. После этого Бразилия получила самоуправление под властью португальской династии Браганса. Возвращение династии в Лиссабон после освобождения Португалии от Наполеона вызвало протест, и в результате Бразилия получила независимость от Португалии, хотя и под властью представителей португальского королевского дома.
После провозглашения независимости от Португалии 7 сентября 1822 года Бразилия была провозглашена империей, которая существовала вплоть до провозглашения республики 15 ноября 1889 года. В этот период престол занимали всего два императора: Педру I, с 1822 до 1831 годы, и Педру II, с 1840 до 1889 годы. Также совместно с ними король Португалии Жуан VI номинально носил титул императора Бразилии, согласно договору о признании независимости Бразилии.

## Переезд португальского двора в Бразилию (1808—1821)

Флаг Бразилии в Объединённом королевстве Португалии, Бразилии и Алгарвы

В 1808 году, когда армия Наполеона начала войну против Португалии, было принято решение перевезти короля и его двор в Рио-де-Жанейро, где они оставались до 1821 года.
В этом переезде непосредственное участие приняло британское правительство. Оно воспользовалось тяжёлым положением Португалии и, имея намерения получить ещё большие привилегии в торговле, предоставило необходимые для переезда королевской семьи корабли. Открытие бразильских портов для Великобритании в 1808 году сразу после приезда Дона Жуана VI усилило английское господство. Это соглашение благоприятствовало получению Англией монополии на новых рынках и гарантированных прав и торговых льгот.
Дон Жуан создал в Рио-де-Жанейро своё министерство и Государственный Совет, Верховный Суд, королевское казначейство, королевский монетный двор, королевский печатный кабинет и Банк Бразилии. Он также основал королевскую библиотеку, военную академию, медицинские и юридические учебные заведения. Своим декретом 16 декабря 1815 года он придал португальским владениям статус Объединённого королевства Португалии, Бразилии и Альгарвы, таким образом сделав Бразилию равной Португалии.

Переезд королевской администрации в колонию ускорил переход Бразилии к независимости. Португальской монархией были осуществлены конкретные мероприятия, которые смягчили переход Бразилии к независимости. Среди фактов, способствующих этому, выделяется изменение статуса Бразилии колонии в Объединённое с Португалией Королевство в 1815 году, и решение Дона Жуана VI остаться в Рио-де-Жанейро после освобождения Европы от Наполеона. Через 6 лет, в 1821 году король Дон Жуан VI был вынужден поддаться политическому давлению Португалии. Он вернулся в Лиссабон, оставив в Рио-де-Жанейро своего наследника и наделив его титулом вице-короля регента. Говорят, что в присутствии членов колониального двора король предупредил его: 
«Педру, сын мой, когда настанет время, надень корону сам, не ожидая, когда это сделает какой-нибудь самозванец.»

## Педру в роли регента (1821—1822)
После возвращения Жуана VI в Португалию в 1821 году, его наследник Педру стал вице-королём Бразилии. Он показал себя очень экономным правителем: сократил собственные расходы, централизировал органы власти и распродажи королевских коней и мулов; отменил королевский налог на соль, чтобы увеличить производство шкур и мяса; запретил аресты и захваты личного имущества государственными служащими без судебного ордера; запретил секретные допросы и казни; добился включения представителей от Бразилии в португальский парламент. Тем не менее, рабство не было отменено, несмотря на утверждение Педру, что «кровь рабов того же цвета, что и его собственная».
В сентябре 1821 года португальский парламент, лишь частично состоявший из делегатов от Бразилии, проголосовал за роспуск Королевства Бразилия и королевских государственных органов в Рио-де-Жанейро, тем самым подчинив все провинции Бразилии напрямую Лиссабону. В то же время в Бразилию были отправлены войска, а все бразильские военные подразделения были переведены под командование португальцев.
В январе 1822 года напряжённость между португальскими подразделениями и лузо-бразильцами резко возросла, когда Педру, которому парламент Португалии потребовал немедленно вернуться в Лиссабон, отказался и остался в Бразилии. Он объяснил своё решение петициями от городов Бразилии и аргументом, что «его отъезд и демонтаж центрального правительства пробудили бы сепаратизм в бразильских провинциях».
Педру сформировал новое правительство, возглавленное Жозе Бонифасио ди Андрада и Силва. Этот бывший королевский чиновник и профессор науки в Коимбре, известный геолог и писатель Бразилии, сыграл важную роль в дальнейшем ходе событий и расценивается как один из основателей бразильского национализма, позднее его прозвали «духовным отцом независимости».
Атмосфера была настолько напряжённой, что Дон Педру запросил гарантии убежища на британском судне в случае, если он проиграет конфронтацию, и вывез свою семью из страны.

## Провозглашение независимости (1822)

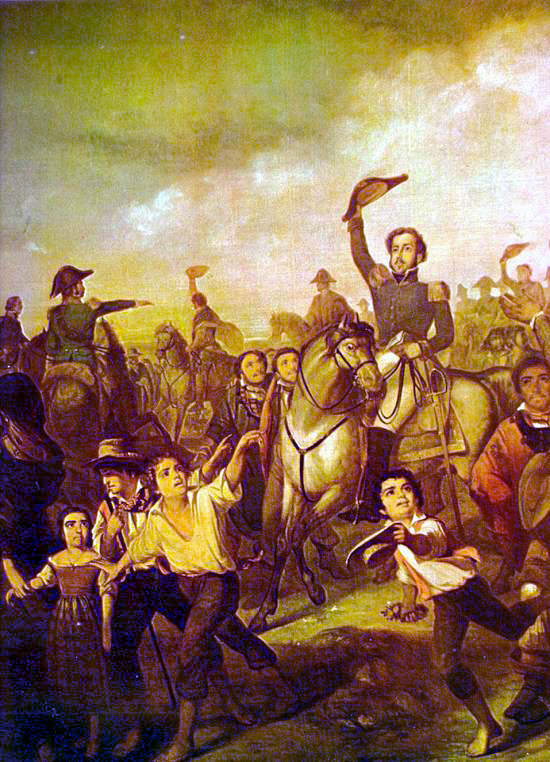
Провозглашение независимости Бразилии, работа Р. Моро (1844)

После отказа Педру выполнить требование парламента, португальские солдаты в попытке арестовать его собрались на площади перед королевским дворцом, но вскоре были окружены тысячами вооружённых бразильцев. Дон Педру «отправил в отставку» португальского генерала и приказал ему отвести своих солдат к Нитерою, где они должны были ожидать транспорт в Португалию. Португальский командир задерживал посадку на корабли, ожидая подкрепления. Однако подкреплению, которое прибыло в Рио-де-Жанейро 5 марта 1822, не позволили высадиться, более того, португальцы получили провизию для обратного пути в Португалию. Этот раунд был выигран Педру без кровопролития.
Кровь была пролита на севере страны, в Ресифи (провинция Пернамбуку), когда португальский гарнизон был вынужден оставить Бразилию в ноябре 1821. В феврале 1822 также и в провинции Баия бразильцы восстали против португальских сил, но были вынуждены отступить и перешли к партизанской войне.
Следующим шагом было обеспечение поддержки наиболее населённых провинций Минас-Жерайс и Сан-Паулу, где не было португальских войск и идея независимости не была популярной. Для этого в марте 1822 года Педру сам отправился в Минас-Жерайс во главе небольшой группы приближенных. Эта поездка имела значительный успех, уже 13 мая законодательное собрание провинции Сан-Паулу провозгласило его «вечным защитником Бразилии» и гарантировало поддержку. В июле он издал декрет, которым приказывал депутатам от Бразилии в парламенте Португалии вернуться на родину, а португальские войска, которые ещё не покинули Бразилию, должны были считаться вражескими.

Во время поездки в провинцию Сан-Паулу к Педру пришло известие, что кортесы объявили его предателем, потребовали немедленного возвращения в Португалию и отправили новые войска в Бразилию. В этот критический момент он решил разорвать последние связи с Португалией и 7 сентября 1822 года в знаменитой сцене на берегу реки Ипиранга, дон Педру сорвал со своего мундира португальский герб, обнажил меч и объявил: 
Моей кровью, моей честью и Богом я сделаю Бразилию свободной». «Настал час! Независимость или смерть! Мы отделены от Португалии». Его слова «Независимость или смерть» стали девизом бразильской независимости.
12 октября 1822 года дон Педру был провозглашён первым императором Бразилии, 1 декабря он был коронован.

## Правление Педру I (1822—1831)

Флаг Бразильской империи, с декабря 1825

Провинции Бразилии в 1822

### Консолидация страны и международное признание
Чтобы обеспечить целостность страны, император Педру I нанял адмирала Томаса Кокрейна. Он также нанял целый ряд офицеров Кокрейна и французского генерала Пьера Лабату, который до этого служил в Колумбии. Эти люди должны были поставить под бразильский контроль всё ещё португальские провинции Баия, Мараньян и Пара. Армия и флот из девяти кораблей были снаряжены на средства, вырученные на таможне в порту Рио-де-Жанейро и пожертвованиях населения. Чтобы компенсировать отсутствие необходимого военного опыта, были наняты иностранные наёмники. Кокрейн сумел обеспечить контроль над Мараньяном при помощи одного военного корабля, несмотря на попытку Португалии разрушить бразильскую экономику и общество обещаниями отмены рабства. В середине 1823 года силы сторон насчитывали от 10 до 20 тыс. португальских солдат, многие из которых были ветеранами Наполеоновских войн, против 12—14 тыс. бразильцев, по большей части ополченцев с северо-востока страны.
Португалия признала независимость Бразилии в договоре от 29 августа 1825 года, заключённом при посредничестве Британии. За независимость Бразилии пришлось буквально дорого заплатить. Секретное дополнение к договору требовало уплату Бразилией 1,4 млн фунтов стерлингов португальского долга Британии и компенсацию убытков в размере 600 тыс. фунтов стерлингов самой Португалии. Бразилия отказалась от претензий на португальские колонии в Африке, сохранила британские и португальские торговые преференции на бразильском рынке и обязалась запретить работорговлю в будущем. Каждый из этих пунктов не вызывал энтузиазм среди влиятельных в Бразилии плантаторов.

### Конституция
Организация нового правительства быстро выявила разногласия между императором и бразильскими элитами. В 1824 году Педру распустил Конституционное собрание, которое он созвал перед этим, по причине того, что оно «угрожало единству страны». Члены собрания, его советники Жозе Бонифасио ди Андрада и Силва и братья императора написали конституцию. Она ограничивала власть монарха, делая его главой исполнительной ветви власти, равной законодательной и судебной ветвям, подобно президенту Соединённых Штатов. Они хотели, чтобы император подписал проект без обсуждений, что Педру сделать отказался. В результате Собрание было окружено войсками и разогнано.
В результате Педру самостоятельно написал конституцию по примеру конституции Франции 1814 года и Португалии 1822 года. Конституция Педру была более либеральной, чем проект Собрания в части религиозной терпимости, гражданских прав и частной собственности, но давала намного больше власти императору. Она включала систему непрямых выборов и обычные три ветви власти, но также добавляла четвёртую, «сдерживающую власть», которую представлял император. Сдерживающая власть давала монарху полномочия разрешать политические кризисы, созывать и распускать кабинет министров и парламент. Она также имела право заключать и ратифицировать международные договоры. Парламент Бразильской империи, названный «Всеобщее собрание», должен был состоять из двух палат — Сенат (верхняя палата) и Палата депутатов (нижняя палата).
Конституция вступила в силу 25 марта 1824 года, а первое Всеобщее собрание, избранное по ней, начало работу в мае 1826 года.

### Экваториальная конфедерация
Конституция была гораздо лучше воспринята в процветающих юго-восточных провинциях, где выращивали кофе, чем в северо-восточных сахарных и хлопковых областях, где в низких экспортных ценах и высокой стоимости импортированных рабов обвиняли ориентированное на кофе правительство. В середине 1824 года, начиная с провинций Пернамбуку и Сеара, пять северо-восточных провинций провозгласили независимость как Экваториальная конфедерация, но ещё до конца года она была разбита силами адмирала Кокрейна.

### Аргентино-бразильская война

Флаг провинции Сисплатина

В 1825 году началась война, в результате которой Аргентина намеревалась получить контроль над бразильской провинцией Сисплатина, которая ранее принадлежала испанскому вице-королевству Рио-де-Ла-Плата, правопреемницей которого считала себя Аргентина. Империя не могла послать необходимого количества солдат и послать флот, достаточный для блокады Рио-де-Ла-Плата. Ссуда от лондонских банкиров была истраченной вплоть до 1826 года, и Педру пришлось просить Всеобщее собрание изыскать средства на финансирование войны. Блокада вызвала протест со стороны Соединённых Штатов Америки и Британии, а поражение на суше в 1827 году вызвала необходимость начать переговоры об окончании войны. Бразилии удалось добиться от Аргентины лишь признания независимости Уругвая вместо полного перехода под аргентинский контроль. В июне 1828 года жёсткая дисциплина и ненависть к иностранцам спровоцировали заговор в армии. В результате ирландцы были отправлены домой, а немцы отправлены на юг из центра страны. Армия была сокращена до 15 тыс. солдат, а без её поддержки противник рабства Педру остался один на один с парламентом, который возглавляли рабовладельцы и их союзники.

### Вопрос рабства
Вместе с ростом экспорта кофе в этот период стойко возрастал импорт рабов, только в провинции Рио-де-Жанейро их число возросло с 26 тыс. в 1825 году до 43 тыс. в 1828 году. В 1822 году около 30 % бразильского населения были рабами. Позднее, в 1834 году уже тяжело больной Педру в предсмертном политическом послании называл рабство «раком, разъедающим Бразилию». Он предпринимал попытки отменить его, но законодательные полномочия принадлежали парламенту, который поддерживал интересы рабовладельцев.
К 1826 году рабовладельцам через парламент удалось в значительной мере поставить под свой контроль государственную систему; обеспечить жестокие наказания для беглых рабов; сократить в вооружённых силах число иностранцев, негативно относившихся к рабству; расформировать Банк Бразилии, чтобы лишить центральное правительство возможности стимулировать основанный на финансах индустриальный капитализм; ограничить иммиграцию, чтобы продолжать использовать рабскую рабочую силу вместо вольнонаёмных батраков или фермеров-арендаторов. Перейра Бернарду ди Васконселус, лидер рабовладельцев, утверждал, что рабство не деморализует общество, и иностранный капитал с технологиями не могут помочь Бразилии и что железные дороги только ржавели бы. Другие, например, Николау ди Кампус Вергуэйру, предлагали заменить рабство свободными иммигрантами из Европы. Наконец, парламент установил договорную систему, которая была ненамного лучше, чем рабство. Законы и декреты, неприятные рабовладельцам, просто не вступали в силу, как закон 1829 года, который запрещал работорговлю с Африкой. Эти элементы рабовладельческого порядка были причиной региональных восстаний в XIX веке.

### Отречение
После смерти дона Жуана в 1826, несмотря на отказ Педру от права на португальский трон в пользу своей дочери, бразильские патриоты обвинили императора в попытках отменить конституцию и провозгласить себя «правителем Объединённого королевства Бразилии и Португалии». Они подняли волну провокаций и уличного насилия против португальцев в Рио-де-Жанейро и требовали провозглашения федеративного устройства, которое дало бы автономию провинциям. Судьба Бразилии находилась в руках нескольких людей, находившихся в столице, которые распространяли ложные слухи и подрывали дисциплину в армии. Когда Педру отправил в отставку кабинет министров в апреле 1831 года, уличные демонстранты и военные требовали его возврата и обвинили Педру в нарушении своих конституционных полномочий. Он отказал, заявив: 
Я сделаю всё для народа, но ничего - под давлением толпы.
. Но когда войска собрались на площади перед дворцом и люди кричали «смерть тирану», он отступил. Не имея возможности сформировать новый кабинет, он отказался от трона в пользу своего пятилетнего сына Педру, который стал новым императором Бразилии Педру II) и оставил Бразилию, так, как и прибыл однажды — на британском военном корабле.

## Период регентства (1831—1840)

### Напряжённость в провинциях

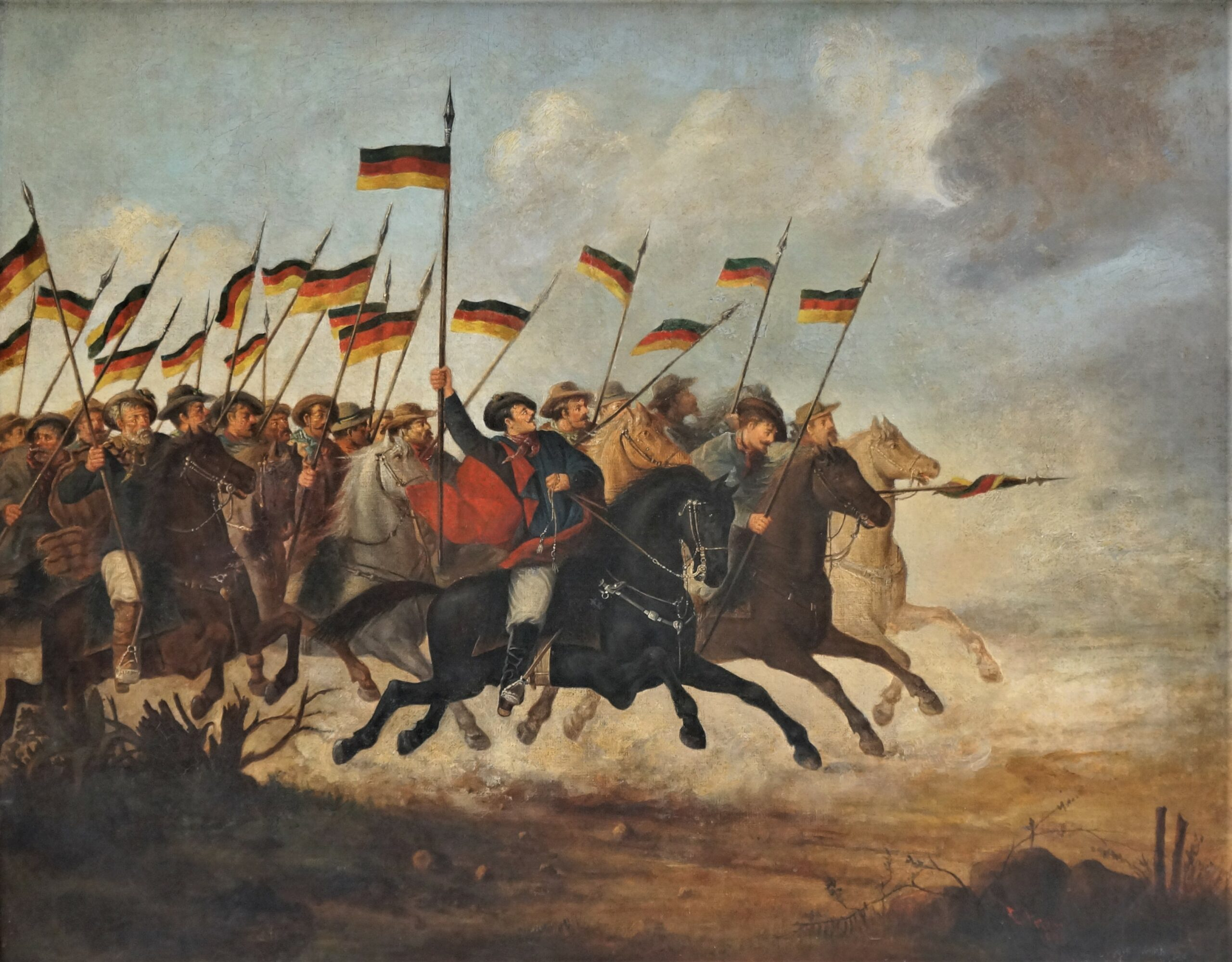
Наступление кавалерии Фаррапус.

С 1831 по 1840 страна управлялась от имени молодого императора тремя назначенными регентами. Это было периодом борьбы местных групп за контроль над своими провинциями. Регенты наделили значительной властью провинции в 1834 году с целью ослабления радикальных призывов к федерализму, республике и притеснениям португальцев, так же и призывы к возвращению Педру I на престол. Бразилия была разделена на местные «патрии» (автономные центры региональной власти) со слабым контролем со стороны правительства в Рио-де-Жанейро, чьей функцией была защита от внешнего нападения и поддержка баланса между провинциями. Способность правительства осуществлять свою функцию была ослаблена низким военным бюджетом и созданием национальной гвардии из числа местной знати, которая охраняла региональные интересы. Восстания и бунты также часто возникали из-за недовольства народа британским контролем над бразильской внешней торговлей.
К примеру, только в Рио-де-Жанейро было пять восстаний в 1831—1832 годах. Также в восьми восстаниях периода 1834—1849 принимали участие даже представители низшего класса, индейцы, свободные чернокожие и рабы из-за жестокой эксплуатации. Республиканские идеи проявлялись в некоторых из этих восстаний, например в войне Фаррапус (1835—1845) в Риу-Гранди-ду-Сул (Республика Пиратини) и Санта-Катарине (Республика Жулиана). Другие, такие как Кабанажен в Пара в 1835—1840, Сабинада в Салвадоре в 1837—1838, восстание Балаяда в Мараньяне в 1838—1841 и восстание в Минас-Жерайс и Сан-Паулу в 1842 году проходили под монархистскими и антирегентскими лозунгами. Эти выступления показывают, что формирование Бразилии не было мирным. Существовала острая конфронтация между государством и провинциями, которая продолжалась в меньшей степени на протяжении следующего столетия.

### Педру II как «центр государственного единства»
Смерть Педру I от туберкулёза в 1834 разрушила надежды сторонников его возвращения и разрушила их слабый альянс. Регенты, которые пытались подавить восстания, больше не смогли удерживать единство страны. Бразилии угрожал раскол, который не произошёл лишь по трём причинам:
- Во-первых, армия была реорганизована в инструмент национального единства под руководством Лимы и Силвы, который стал герцогом Кашиасским.
- Во-вторых, перспективы восстания рабов и распада общества стали очень реальными и требовали помощи от правительства.
- В-третьих, в общем понимании Бразилия начала рассматриваться как единая нация.

Региональные элиты собрались вокруг малолетнего Педру, который был ещё мальчиком и поддержали его в 1840 году. Обе палаты бразильского парламента на объединительной сессии, нарушив декрет Регентства о роспуске парламента, послали запрос императору о его согласии быть признанным достигшим необходимого для правления возраста немедленно. Император согласился. Через несколько часов Всеобщее собрание приняло решение о коронации императора в возрасте 14 лет вместо 18, прописанных в конституции. Император был коронован 18 июля 1841 года под именем Педру II. Эта коронация была проведена в надежде, что новый император принесёт стране мир, единство и процветание.

## Правление Педру II (1840—1889)

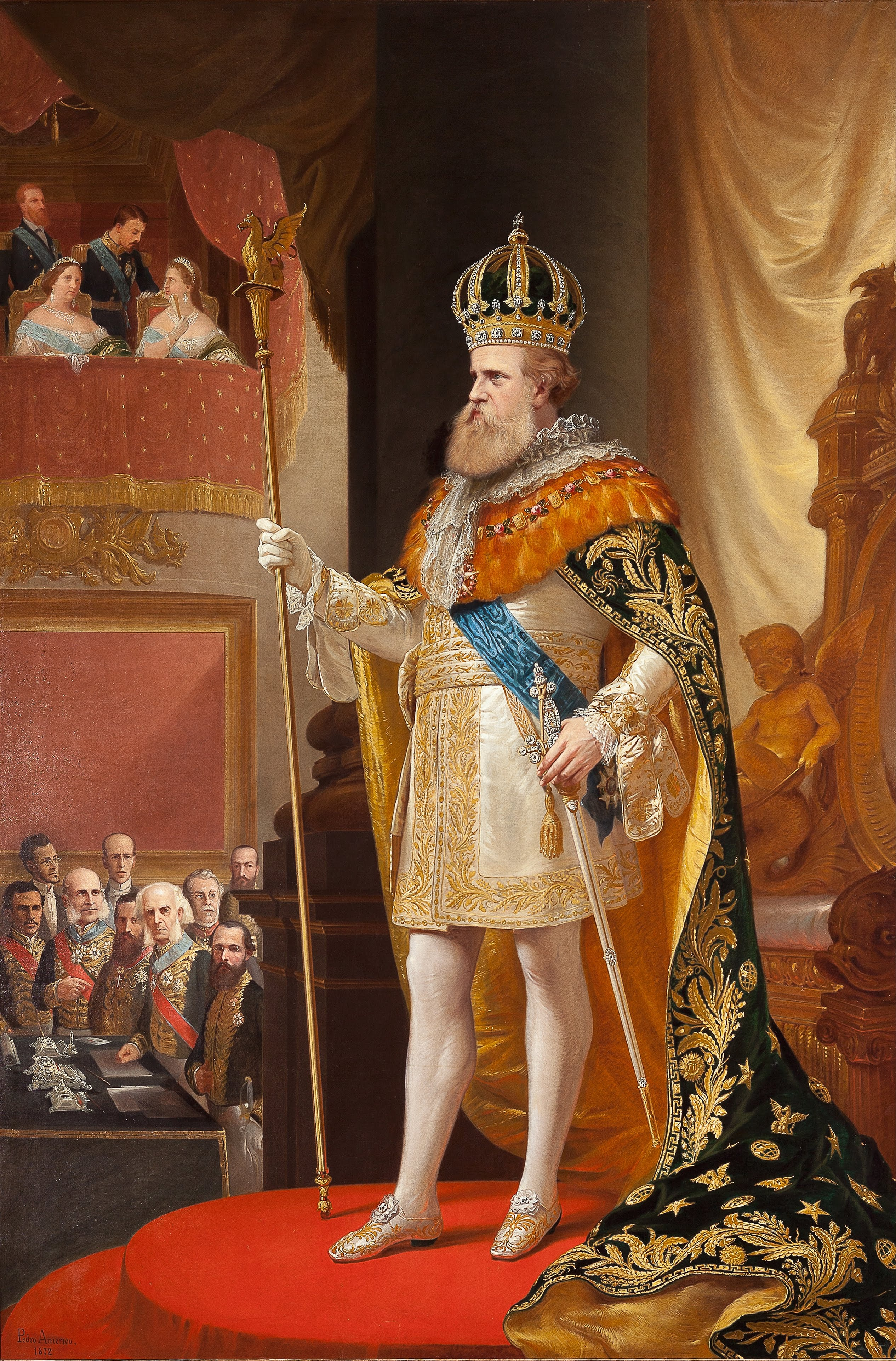
Педру II в регалиях на открытии Всеобщего собрания (картина маслом Педру Америку).

### Централизация страны
В начале правления Педру II в 1840-х годах, Бразилия была объединена, восстания подавлены и многие законы переписаны. Законодательство стало более консервативным, чаще использовались фальсификации на выборах, организованные правительством. Например, в 1842 году Педру II использовал свою «сдерживающую власть», чтобы распустить недавно избранную либеральную Палату депутатов и провести новые выборы, на которых консерваторы по итогу победили за счёт наполнения избирательных урн фальшивыми бюллетенями.
«Сдерживающая власть», данная императору конституцией 1824 года, для балансировки традиционных трёх ветвей власти, давала право назначать сенаторов, распускать органы законодательной власти и передавать контроль над властью от одной партии к другой. Тогдашние партии были в большей мере группировками депутатов, чем идеологическими движениями, зависимыми от чётких электоратов. Государственное устройство имело искусственную природу, ни одна партия открыто не имела отношения к крупным землевладельцам, управлявшим в регионах.

### Конец работорговли
В 1845 году Британия приняла «Закон о внесении поправок в Закон, озаглавленный „Закон о приведении в исполнение Конвенции между Её Величеством и императором Бразилии о регулировании и окончательной отмене африканской работорговли“» (Закон Абердина), по которому корабли британского Королевского военно-морского флота могли останавливать и обыскивать в открытом море любое бразильское судно, подозреваемое в перевозке невольников, и арестовывать работорговцев. Этот акт вызвал возмущение в Бразилии и повысил напряженность между странами, которая проявлялась и после победы над работорговлей, например, в кризисе Кристи (1862-1865 гг.).
В 1850 году Британия уполномочила свой военно-морской флот топить суда работорговцев даже в бразильских портах. Чтобы избежать открытой войны с Британией, парализации торговли и риска восстания рабов, правительство запретило работорговлю с Африкой. Оно выслало из страны португальских работорговцев и инструктировало власти провинций, полицию и армию не допускать высадки судов работорговцев. За пять лет даже на чёрном рынке импорт рабов прекратился, несмотря на повышение цен. Хотя британцы приписывали заслугу себе, это был первый случай, когда бразильское правительство сумело обеспечить выполнение закона на протяжении всего побережья. Также слабела внутренняя поддержка работорговли. Большая часть импортёров рабов были португальцами, которые продавали африканцев землевладельцам в долг под очень высокие проценты, что иногда даже вызывало банкротство и утрату собственности. Португалофобия и долги землевладельцев способствовали поддержке закона.
Прекращение работорговли имело целый ряд последствий. Во-первых, по мере роста экспорта кофе и в соответствии с ростом потребности в рабах в южных районах, где он выращивался, северо-восточные плантаторы продавали часть своих рабов на юг. Кроме того, парламент одобрил законы, которые способствовали иммиграции из Европы, так же как и Земельный закон 1850 года. Во-вторых, окончание работорговли освободило капитал, который мог бы использоваться для инвестиций в транспортные и промышленные предприятия. В-третьих, Британия гарантировала невмешательство в бразильскую военную операцию по лишению власти в Аргентине президента Хуана Мануэля де Росаса.

### Экономическое развитие
Кофе занимал большую часть экспорта во второй половине XIX века, составляя 50 % экспорта в 1841—1850 годах и 59,5 % в 1871—1880 годах. Также был важным экспорт сахара, хлопка, табака, какао, каучука и мате. Обширные стада рогатого скота на равнинах Минас-Жерайс и Риу-Гранди-ду-Сул к 1890 году сделали Бразилию вторым по объёму экспортёром мяса в мире. Заводы по засолу мяса в Риу-Гранди-ду-Сул отгружали высушенную говядину в районы выращивания кофе, чтобы кормить рабов и вольнонаёмных работников. Кроме говядины, бразильцы ели богатые белком бобы, рис и кукурузу, которые выращивались в Минас-Жерайс и иммигрантских колониях Риу-Гранди-ду-Сул. Хотя межрегиональная торговля возрастала, в большинстве районов нормой всё ещё оставалось местное производство.
Расширение производства кофе в 1850-х годах и 1860-х годах привлекло британские инвестиции в строительство железных дорог для транспортирования бобов к побережью. Железная дорога Сантус — Сан-Паулу (1868) была первым главным проходом через береговую гряду, которая ускорила развитие Южного плато. Также и на северо-востоке железные дороги начали уходить вглубь страны от побережья. Железные дороги соединяли порт с ориентированными на экспорт районами, создавая серии анклавов, которые были соединены один с одним портом. Даже в XX веке Бразилия всё ещё чувствовала недостаток железных дорог и дорог, которые бы связывали главные города и экономические зоны. Страну объединяла запутанная сеть грунтовых дорог, по которым мулы перевозили товары и людей. Хотя это и кажется курьёзным, мулы сыграли важную роль в формировании бразильского общества, являясь важнейшим транспортным средством, косвенно принимая участие в распространении общего языка и культуры.
Денежной единицей империи был бразильский реал (порт. real, мн. ч. порт. réis — рейс).
|                                                                            |                                                                             |                                                                                |
| 500 рейсов (0,5 мильрейса) Бразильской Империи 1880 года. Лицевая сторона. | 500 рейсов (0,5 мильрейса) Бразильской Империи 1880 года. Обратная сторона. | 10 мильрейсов (10 000 рейсов) Бразильской Империи 1883 года. Обратная сторона. |

### Война тройственного союза
Бразилия утратила восточный берег Рио-да-ла-Платы, в месте которого по итогу возникло государство Уругвай, в 1828 году. Всё же Бразилия продолжала вмешиваться в дела Уругвая. Богатый бразильский купец, Иринеу Эванжелиста ди Соза, имел там настолько значительные финансовые интересы, что его компания фактически занимала место государственного банка Уругвая. Другие же бразильцы владели большими имениями, которые занимали примерно треть территории этой страны. Они протестовали против налогов, которые уругвайцы взимали при перегоне рогатого скота в Риу-Гранди-ду-Сул и из неё, поддерживая стороны в постоянной борьбе между уругвайскими политическими фракциями Колорадо и Бланко. Многие гаучо из Риу-Гранди-ду-Сул не признавали независимость Уругвая и постоянно призывали к вторжению.

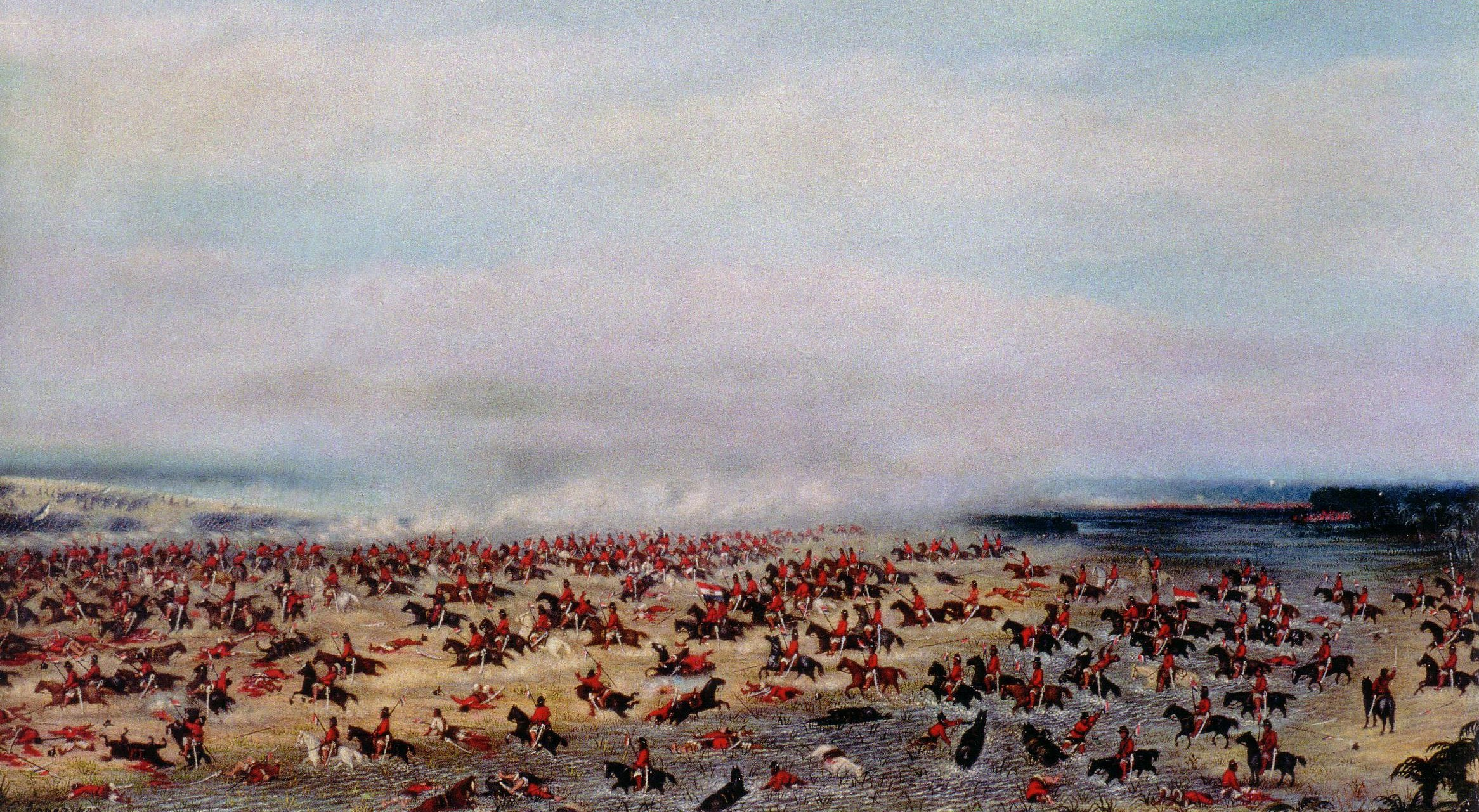
Битва при Туюти, картина Кандидо Лопеса — самая кровавая битва войны

В середине 1860-х годов правительство Бразилии тайно договорилось с властями Аргентины о замене режима Бланко в Уругвае на Колорадо. Бланко обратился к парагвайскому диктатору Франсиско Солано Лопесу, который боялся своих больших соседей и рассматривал Уругвай как угрозу. Маленькая страна Парагвай, не имевшая выхода к морю, имела самую большую армию в регионе: 64 тыс. солдат, по сравнению с бразильской армией в 18 тыс. В 1864 году Бразилия и Аргентина договорились действовать вместе в случае войны с Лопесом и сохранить режим Бланко. В сентябре 1864 года, не принимая во внимание, что Лопес тоже может пойти на такой шаг, Бразилия направила войска в Уругвай. Обе стороны недооценили намерения и возможности друг друга. Парагвай отреагировал захватом бразильских судов и атаковал провинцию Мату-Гросу. Солано Лопес ошибочно ожидал помощь от настроенного против Буэнос-Айреса населения, направил значительные силы в Уругвай и Риу-Гранди-ду-Сул и втянул себя в противостояние как с Аргентиной и Бразилией. В мае 1865 года Аргентина, Бразилия и Уругвай во главе с Колорадо вступили в альянс, который поставил цель разделить спорную территорию Парагвая между соседями, открыть парагвайские реки для международной торговли и отправить Солано Лопеса в отставку. К сентябрю 1865 года союзники оттеснили парагвайцев из Риу-Гранди-ду-Сул и перенесли войну в Парагвай.
В сентябре 1866 года, защищая свою родину, парагвайцы разбили союзников в Курупайте. Аргентинский президент Бартоломе Митре отправил большую часть войск домой, чтобы подавить антивоенные протесты. Бразильцы остались одни. Генерал Лима и Силва, герцог Кашиас, принял командование силами союзников и добился падения Асунсьона в начале 1869 года. Солано Лопес погиб в бою, а Парагвай остался в оккупации вплоть до 1878 года.

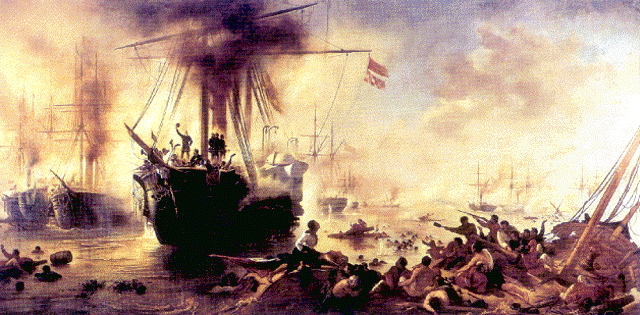
Битва Риачуэло, картина Виктора Мерея

Война была затяжной по нескольким причинам. Во-первых, парагвайцы были лучше подготовлены и провели эффективное наступление в начале войны. Даже позднее, когда война перешла на их собственную землю, они имели преимущество в знании территории, подготовке обороны и поддержке населения. Во-вторых, бразильцам было нужно много времени, чтобы собрать силы, обеспечение которых стоило очень дорого. В-третьих, Аргентина, надеясь улучшить послевоенную ситуацию по сравнению с Бразилией, частично задерживала военные действия, чтобы ослабить империю.

### Последствия войны
Война повлекла за собой огромные последствия для Бразилии и области Рио-де-ла-Плата. Война оставила Бразилию и Аргентину один на один с разбитым Парагваем и зависимым Уругваем, в ситуации, которая вскоре превратилась в напряжённое противостояние с неоднократными вооружёнными столкновениями. Парагвай понёс тяжелейшие потери от войны и болезней. По оценкам они составляют 7/8 населения, большинство мужчин в стране погибло, экономически страна была отброшена назад на многие десятилетия. В Бразилии война способствовала росту производства, профессионализации вооружённых сил и их концентрации в Риу-Гранди-ду-Сул, строительству дорог, концентрации иммигрантов в южных провинциях и к усилению власти центрального правительства. Важным обстоятельством для последующей истории страны стало то, что война вывела армию на политическую арену. Офицеры поняли, что война показала отсутствие опыта и организации в армии, в чём они обвиняли гражданских чиновников. На протяжении последующих десятилетий офицеры-реформисты, стремясь модернизировать армию, перешли к острой критике политической структуры Бразилии, считая её преградой к модернизации.

### Республиканское движение
Конец войны совпал с возрождением республиканских идей. Либералы стали популярными. После краха в 1867 году недолгой мексиканской империи Максимилиана Бразилия осталась единственной латиноамериканской монархией. Пример значительного экономического роста Аргентины в 1870-х и 1880-х годах стал поводом для популяризации республиканской системы правления. Республиканская пропаганда развернулась в провинциях, особенно Сан-Паулу и Риу-Гранди-ду-Сул, где люди не видели выгоды от имперской политики. Республиканский манифест 1870 года провозглашал: «Мы находимся в Америке и мы хотим быть американцами. Монархия враждебна интересам американских государств и будет непрерывным источником конфликтов с соседями».
Республиканцы требовали отмены рабства, чтобы стереть рабовладельческое пятно с Бразилии, оставаясь единственной страной с разрешённым рабством (кроме испанской Кубы) на полушарии. Отмена рабства, произошедшая в 1888 году, не означала, что либералы хотели глубокой социальной реформы или хотели создать демократическое общество. Их аргументы против рабства были скорее из области эффективности, чем этики. Получив власть, сторонники республики ввели жёсткую систему социального контроля над рабочей силой.
Бразильская социальная система функционировала через переплетённую сеть патронажа, фамильных взаимоотношений и дружбы. Государственные учреждения, капиталистическая экономика, церковь и армия развились в «паутине патронажа», контакты и протекция, вместо способностей человека, определяли успех фактически на всех должностях, человек не мог существовать в бразильском обществе без друзей и семьи. Такая социальная система была очень гибкой в реформировании себя самой.

### Кризис церкви
В 1870-х и 1880-х годах кризис проник в каждый из трёх столпов императорского режима — церковь, армию и рабовладельческую систему. Вместе кризисы показали неспособность режима приспосабливаться к изменениям этих основ. В 1870-х годах Рим начал оказывать давление на бразильскую католическую церковь, чтобы та согласилась с консервативными реформами Первого Ватиканского собора, которая усилила власть Папы Римского, провозгласив его высшим авторитетом в делах веры и морали. Эти усилия Рима по объединению церкви по всему миру противоречили императорскому контролю церкви в Бразилии. Корона унаследовала «патронаду», или право духовного патронажа, от своих португальских предшественников. Это право передавало государству контроль над церковью, которую имперские власти рассматривали как часть государства. Хотя некоторые церковнослужители высказывали республиканские настроения и раньше, широкий церковно-государственный кризис возник только в середине 1870-х из-за римских усилий по европеизации церкви.

### Кризис в армии
Значение кризиса в армии очевидна, поскольку правительство потеряло её поддержку. После парагвайской войны монархия безразлично относилась к армии, которую гражданская элита не замечала как угрозу. Финансовые проблемы 1870-х годов упростили продвижение по службе, жалование было маленьким, и офицеры жаловались даже на необходимость платить в фонд вдов из их мизерного жалования. К солдатам плохо относились в обществе, дисциплина была основана на телесных наказаниях, а обучение казалось бесцельным. Политические партии были так же равнодушны к армии, как и правительство к вопросам военной реформы, к обязательной военной службе, лучшему вооружению и повышению жалования и статуса. На протяжении 1870-х годов недовольство сдерживалось уменьшением роли национальной гвардии, неудачной, но хорошо принятой попыткой улучшить систему обеспечения и, особенно, службой в кабинете отличившихся в боях военных, в частности герцога Кашиаса в должности премьер-министра с 1875 по 1878 годы и маршала Мануэля Луиса Осирио, маркиза Эрвала в должности министра обороны в 1878 году. Но последний умер в 1879 году, а Кашиас через год после него, после чего военными лидерами стали офицеры, менее лояльные трону. Ряды младших офицеров были заполнены представителями среднего класса, которые вступили в армию, чтобы получить образование и сделать военную карьеру. Они больше думали, чем их предшественники, о социальных изменениях, которые открыли бы больше возможностей для мелкой буржуазии.
Офицерский корпус не был единым в отношении к власти, самая старшая группа, которая помогла пресечь региональные восстания 1830-х и 1840-х годах и пережила Войну Тройственного альянса, была достаточно лояльной существующей системе. Младшие офицеры не принимали участия в войнах, но имели лучшее образование, они не были привязаны к старому режиму и были недовольны отсутствием карьерного роста и состоянием армии в мирное время.
Бразильская политическая традиция позволяла офицерам занимать государственные должности, таким образом стирая разделение на военных и гражданских. Как депутаты парламента, офицеры активно критиковали правительство, в 1880-х годах они принимали участие в провинциальной политике, выступали на публике и принимали участие в газетных дебатах. В 1884 году гражданский министр обороны попробовал запретить офицерам публичные выступления, но наказание офицеров, которые нарушали это правило, привело к волне протестов во главе с фельдмаршалом Мануэлом Деодору да Фонсека и генералом Жозе Антонио Коррейя ди Камара, которые вынудили министра уйти в отставку в феврале 1887 года, и падению кабинета в марте 1888 года.

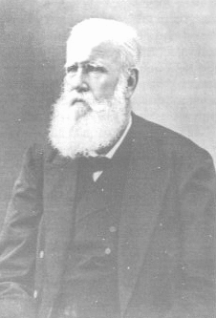
Фотография дона Педру II в старости

### Отмена рабства
На фоне церковного и военного кризиса проблема рабства значительно подточила поддержку элиты. Члены Либеральной и Консервативной партий вышли из той же социальной группы, собственники плантаций составляли половину обеих партий, остальные были бюрократами и лицами свободных профессий. Идеологические различия между партиями были минимальны, но фракционная и личная конкуренция в их границах усложняли партиям приспособление к изменениям социальной и экономической ситуации. В результате всё последнее десятилетие своего существования, Империя находилась в значительной политической нестабильности. Между 1880 и 1889 годами было десять кабинетов министров и трижды — парламентские выборы. Парламент ни разу не смог отработать весь свой срок. Частое использование «сдерживающей власти» вызвало протесты, даже среди монархистов.
Отношение к рабству постепенно менялось, Педру II уже был на стороне отмены рабства; во время Парагвайской войны рабы, служившие в армии, были освобождены. В 1871 году кабинет Риу-Бранку принял закон, освобождающий новорождённых, который также требовал от владельца кормить их до возраста восьми лет, тогда правительство могло освободить их за компенсацию или владелец мог использовать их как рабочую силу до 21 года. В 1884 году закон освободил рабов в возрасте старше шестидесяти лет. К 1880-м география рабства также изменилась, и экономика стала меньше зависеть от него. Из-за освобождения (по большей части с условием остаться на плантациях) и частых побегов рабов их общее число в стране снизилось с 1,24 млн в 1884 году до 723 тыс. в 1887 году, большая часть рабов теперь была на производящем кофе юге вместо производящего сахар севера. Но даже плантаторы в Сан-Паулу, где доля рабов в населении снизилась с 28,2 % в 1854 году до 8,7 % в 1886 году, понимали необходимость новой системы организации труда. Провинциальные власти активно начали субсидирование и поощрение иммигрантов. Между 1875 и 1887 годом около 156 тыс. человек прибыло в Сан-Паулу. Тем временем спрос на дешёвых работников на плантациях сахарного тростника северо-востока был удовлетворён за счёт жителей сертана, которые бежали от разрушительной засухи 1870-х.
Экономическая картина также изменялась — освобождённый от инвестиций в рабов капитал вкладывался в железные дороги, другой транспорт, торговлю и промышленность. В определённой мере эти инвестиции обеспечивали защиту от нестабильности сельского хозяйства.
Тем временем рабы оставляли плантации в больших количествах и активное подполье поддерживало беглецов. Во время отсутствия императора армейские офицеры подали петицию принцессе-регентше Изабелле с просьбой освободить их от обязанности преследования беглых рабов. Фельдмаршал Деодору да Фонсека, командующий в Риу-Гранди-ду-Сул, объявил в начале 1887 года, что армия «должна выступить за отмену рабства». Собрание Сан-Паулу подало петицию парламенту для непосредственной отмены рабства. Бразилия оказалась на грани социальной революции, хотя даже плантаторы понимали, что отмена рабства была путём к избежанию хаоса.
Дочь Педру, принцесса Изабелла, предприняла последнюю попытку спасти монархию — она отменила рабство в стране, но было уже поздно. Так называемый Золотой закон, который 13 мая 1888 года отменил рабство, не был актом большой храбрости или признания того, что рабство не было более жизнеспособным. Экономика быстро оправилась после нескольких потерянных урожаев и лишь небольшое число плантаторов закончили банкротством. Рабство закончилось, но плантации выжили, как и классовое общество. Многие из бывших рабов остались на плантациях в тех же условиях, получая мизерную заработную плату. К ним присоединялись волнами иммигранты, которые часто находили условия невыносимыми и перемещались в города или возвращались в Европу. Не было установлено никакой организации, которая бы занималась улучшением жизни бывших рабов, они были оставлены внизу социальной структуры, где их потомки остаются и в XXI веке. Новые тюрьмы, построенные после 1888 года, вскоре наполнились бывшими рабами, поскольку общество стало использовать другие формы общественного контроля, в частности, переквалифицировав преступления.

### Республиканский переворот
Воспользовавшись правительственными кризисами 1888 и 1889 годов и неудовлетворённостью среди офицеров, республиканцы выступили за революционные изменения вместо постепенных, за которые выступал фельдмаршал Фонсека. Переворот произошёл в ноябре 1889 года, он начался как вооружённая демонстрация, которая требовала смены кабинета, но быстро переросла в переворот, который сверг императора Педру II. Смена строя произошла бескровно. Имперский строй в конце концов пал. Элите он больше не был нужен для защиты своих интересов, имперская централизация не выполняла требования местной автономии. Новые власти к императорской семье отнеслись с должным уважением, но предложили покинуть страну. Сторонникам республики нравился федерализм, в котором некоторые видели возможность противостоять олигархам, которые хотели остаться при власти. Тем не менее, в ранней республике олигархи легко освоились и использовали власть с опытом для управления новой государственной системой.